# Bidens macroptera
Bidens macroptera là một loài thực vật có hoa trong họ Cúc. Loài này được (Sch.Bip. ex Chiov.) Mesfin mô tả khoa học đầu tiên năm 1984.